# Mersch (Naturschutzgebiet)
Die Mersch ist ein 1948 ausgewiesenes Naturschutzgebiet mit einer Größe von 6,74 ha in Herzebrock-Clarholz und damit das drittkleinste Naturschutzgebiet des  Kreises Gütersloh. Es ist das einzige Naturschutzgebiet im Gemeindegebiet. Die Fläche ist vollständig in Privatbesitz und wird mit der Nummer GT-012 geführt.
Die Mersch ist ein Bruchgebiet mit vorherrschender Erle und wurde zum Erhalt der bemerkenswerten Pflanzenwelt mit Orchideen, Seggen und Moose und zur Erhaltung der hier vorkommenden artenreichen Vogelwelt ausgewiesen. Es befindet sich in einer Flutrinne der Ur-Ems und steht im Frühjahr regelmäßig unter Wasser. bemerkenswert ist das Vorkommen der Wasserfeder.
Mersch ist ein Ausdruck für Marsch (Schwemmland), weist also auf regelmäßige Überflutungen hin.